# Batalha do lago George
A Batalha de Lake George foi travada em 8 de setembro de 1755, no norte da província de Nova Iorque. Foi parte de uma campanha dos britânicos para expulsar os franceses da América do Norte, na Guerra Franco-Indígena.
De um lado estavam 1 584 tropas francesas, canadenses e abenaki sob o comando do Barão de Dieskau. Do outro lado estavam 2 682 soldados coloniais sob o comando de William Johnson e 250 mohawks liderados pelo notável chefe de guerra Hendrick Theyanoguin. A batalha consistiu em três fases distintas e terminou com a vitória dos britânicos e seus aliados. Após a batalha, Johnson decidiu construir o Forte William Henry para consolidar seus ganhos.